# Jessica Klimkait

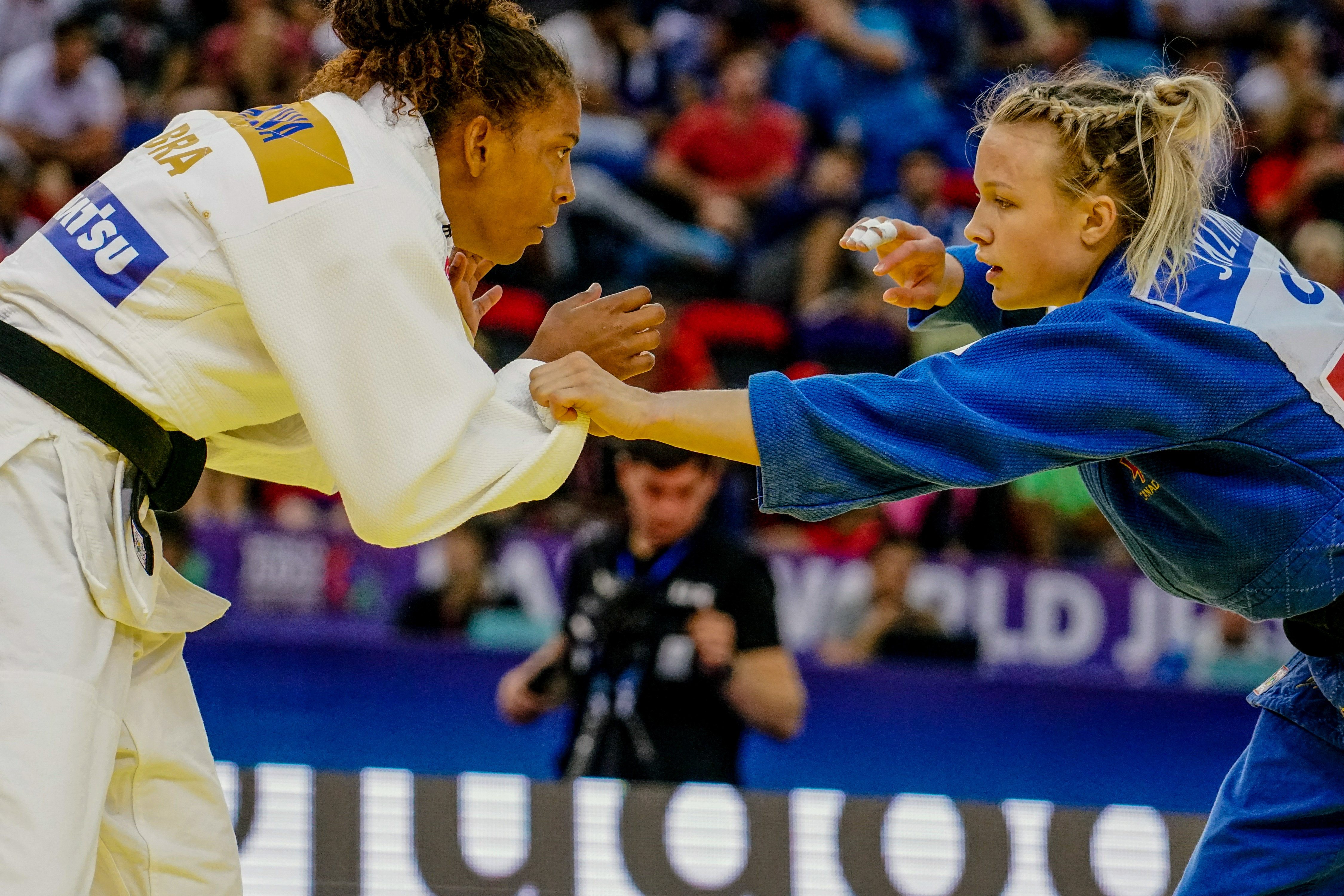
Jessica Klimkait im Jahr 2018

Jessica Klimkait (* 31. Dezember 1996 in Whitby, Ontario) ist eine kanadische Judoka. 2021 war sie Weltmeisterin und Olympiadritte.

## Sportliche Karriere
Jessica Klimkait war 2013 U18-Weltmeisterin im Halbleichtgewicht. Seit 2014 kämpft sie im Leichtgewicht, der Gewichtsklasse bis 57 Kilogramm. 2014 belegte Klimcait sowohl bei den Commonwealth Games als auch bei den Olympischen Jugendspielen den fünften Platz. 2015 gewann sie ihren ersten kanadischen Meistertitel. 2017 siegte Jessica Klimkait bei den Panamerikanischen Meisterschaften, wobei sie im Finale ihre Landsfrau Catherine Beauchemin-Pinard bezwang. Ein Jahr später gewann sie eine Bronzemedaille, nachdem sie im Halbfinale gegen ihre Landsfrau Christa Deguchi verloren hatte. Ende 2018 siegte Jessica Klimkait beim Grand-Slam-Turnier in Osaka; sie bezwang bei diesem Turnier drei Japanerinnen, im Finale Momo Tamaoki. 2019 erreichte sie das Finale beim Grand-Slam-Turnier in Paris, unterlag aber dann Christa Deguchi. Anfang 2020 gewann Klimkait das Grand-Slam-Turnier in Düsseldorf. Nach der Wettkampfpause wegen der COVID-19-Pandemie siegte sie im Herbst 2020 beim Grand-Slam-Turnier in Budapest. Im April 2021 erreichten Deguchi und Klimkait das Finale beim Grand-Slam-Turnier in Antalya, Deguchi gewann. Im Juni 2021 bei den Weltmeisterschaften in Budapest bezwang Klimkait im Viertelfinale die Deutsche Theresa Stoll und im Halbfinale die Kosovarin Nora Gjakova. Schließlich gewann Klimkait das Finale gegen die Japanerin Momo Tamaoki und folgte damit Christa Deguchi als Weltmeisterin nach. Anderthalb Monate später unterlag sie im Halbfinale der Olympischen Spiele in Tokio der Französin Sarah Léonie Cysique, im Kampf um Bronze bezwang Klimkait die Slowenin Kaja Kajzer.
2022 gewann Klimkait bei den Weltmeisterschaften in Taschkent eine Bronzemedaille, nachdem sie im Viertelfinale gegen die Südkoreanerin Mimi Huh verloren hatte. Anfang 2023 siegte Klimkait beim Grand Slam in Tel Aviv. Im Mai 2023 bei den Weltmeisterschaften in Doha verlor sie im Viertelfinale gegen die Mongolin Lchagwatogoogiin Enchriilen, den Kampf um Bronze gewann sie gegen Hasret Bozkurt aus der Türkei. Ein Jahr später bei den Weltmeisterschaften in Abu Dhabi unterlag Klimkait im Halbfinale der Südkoreanerin Mimi Huh. Mit einem Sieg über die Israelin Timna Nelson Levy sicherte sich Klimkait eine Bronzemedaille.